# Julie Bennett
Julie Bennett (Manhattan, 24 gennaio 1932 – Los Angeles, 31 marzo 2020) è stata un'attrice televisiva e doppiatrice statunitense.
Morì nel 2020, per complicazioni da Covid-19.

## Filmografia parziale

### Attrice

#### Televisione
- The Clock – serie TV, 1 episodio (1950)
- Lights Out – serie TV, episodio 3x20 (1951)
- Starlight Theatre - 1 episodio (1951)
- The George Burns and Gracie Allen Show – serie TV, 1 episodio (1953)
- The Ford Television Theatre – serie TV, 1 episodio (1954)
- Matinee Theatre – serie TV, 3 episodi (1955-1958)
- Adventures of Superman – serie TV, 1 episodio (1956)
- Dragnet – serie TV, 3 episodi (1956-1959)
- La pattuglia della strada (Highway Patrol) – serie TV, 1 episodio (1957)
- The Further Adventures of Ellery Queen – serie TV, episodio 1x18 (1959)
- The Best of the Post – serie TV, episodio 1x15 (1961)
- The Donna Reed Show - 1 episodio (1962)
- Le nuove avventure di Huckleberry Finn (The New Adventures of Huckleberry Finn) – serie TV, 1 episodio (1968)
- Get Smart – serie TV, 2 episodi (1970)
- F.B.I. (The F.B.I.) – serie TV, 1 episodio (1969)
- Dragnet (Dragnet 1967) – serie TV, 4 episodi (1969-1970)
- Love, American Style – serie TV, 1 episodio (1970)
- I nuovi medici (The Bold Ones: The New Doctors) – serie TV, 1 episodio (1970)
- Gunsmoke – serie TV, 1 episodio (1974)
- Il Golia attende (Goliath Awaits) – serie TV, 2 episodi (1981)
- Moonlighting – serie TV, 1 episodio (1989)
- Square One TV – serie TV, 3 episodi (1990)
- Thanksgiving Day – film TV (1990)

### Doppiatrice
Film/Cortometraggi
- Il guarda bimbo (Tot Watchers) (1958) - non accreditata
- The Mouse on 57th Street (1961) - non accreditata
- Strangled Eggs (1961) - non accreditata
- Lupo de' Lupis (Loopy de Loop) (1962)
- Louvre Come Back to Me! (1962)
- Musetta alla conquista di Parigi (Gay Purr-ee) (1962)
- I Was a Teenage Thumb (1963)
- The Unmentionables (1963)
- Transylvania 6-5000 (1963)
- Yogi, Cindy e Bubu (Hey There, It's Yogi Bear) (1964)
- Che fai, rubi? (What's Up, Tiger Lily?) (1966) - anche co-sceneggiatrice
- King Kong - Il gigante della foresta (キングコングの逆襲 Kingu Kongu no gyakushū) (1967) - versione inglese
- Yoghi e l'invasione degli orsi spaziali (Yogi and the Invasion of the Space Bears) (1988)
- Daffy Duck's Quackbusters - Agenzia acchiappafantasmi (Daffy Duck's Quackbusters) (1988)

Televisione
- Ernesto Sparalesto (Quick Draw McGraw) - 2 episodi (1959-1960)
- Rocky e Bullwinkle (The Rocky and Bullwinkle Show) - 2 episodi (1959-1960)
- Braccobaldo Show (The Huckleberry Hound Show) - 1 episodio (1960)
- The Bugs Bunny Show (1960)
- Mister Magoo - 1 episodio (1960) - non accreditata
- Arriva Yoghi (The Yogi Bear Show) - 3 episodi (1961-1962)
- The Famous Adventures of Mr. Magoo - 4 episodi (1965)
- The Superman/Aquaman Hour of Adventure (1967)
- Lo Show dei Banana Splits (The Banana Splits Adventure Hour - 6 episodi (1968-1969)
- I gatti di Cattanooga (Cattanooga Cats) - 17 episodi (1969)
- Il fantasma bizzarro (The Funky Phantom) - 17 episodi (1971-1972)
- Jeannie (1973)
- L'allegra banda di Yoghi (Yogi's Gang) - 3 episodi (1973)
- These Are the Days (1974)
- Adam-12 - 2 episodi (1974-1975)
- L'olimpiade della risata (Scooby's All-Star Laff-A-Lympics) (1977)
- Capitan Cavey e le Teen Angels (Captain Caveman and the Teen Angels) - 39 episodi (1977-1980)
- Fred Flintstone and Friends (1977)
- Le nuove avventure di Braccio di Ferro (The All-New Popeye Hour) (1978)
- Dinky Dog - 16 episodi (1978)
- Gulliver's Travels (1979)
- The Bugs Bunny and Tweety Show (1986)
- La caccia al tesoro di Yoghi (Yogi's Treasure Hunt) - 1 episodio (1986)
- The Real Ghostbusters - 2 episodi (1986)
- Yoghi, salsa e merende (The New Yogi Bear Show) - 4 episodi (1988)
- Garfield e i suoi amici (Garfield and Friends) - 2 episodi (1991)
- Spider-Man - L'Uomo Ragno (Spider-Man) - 8 episodi (1997)